# Formica grandis
Formica grandis är en myrart som beskrevs av Carpenter 1930. Formica grandis ingår i släktet Formica och familjen myror. Inga underarter finns listade i Catalogue of Life.